# Quitus
Un quitus, en droit, est un acte par lequel on juge « quitte » une personne ou une entité.
Dans le domaine du commerce, c'est l'acte qui reconnaît que la gestion financière est « exacte et régulière ».